# 1809 en architecture
| Années de l'architecture : 1806 - 1807 - 1808 - 1809 - 1810 - 1811 - 1812    |
| Décennies de l'architecture : 1770 - 1780 - 1790 - 1800 - 1810 - 1820 - 1830 |

Cet article présente les faits marquants de l'année 1809 en architecture.

## Récompenses
- Prix de Rome : André Chatillon.

## Naissances

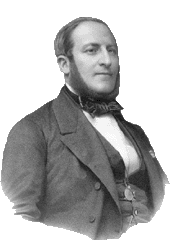
Le baron Haussmann.

- 15 février : Owen Jones († 19 avril 1874).
- 27 mars : Georges Eugène Haussmann († 11 janvier 1891).

## Décès
- x